# Municipio de San Martín Toxpalan
El municipio de San Martín Toxpalan (del náhuatl: Conejo tras el nopal) es uno de los 570 municipios que conforman al estado mexicano de Oaxaca. Pertenece al distrito de Teotitlán, dentro de la Región Sierra de Flores Magón. Su cabecera es la localidad de San Martín Toxpalan.
Algunos de los atractivos del municipio de San Martín Toxpalan son las ruinas antiguas localizadas a las orillas de la población se cree que tiene origen náhuatl; el día 11 de noviembre se realiza la fiesta patronal en honor de San Martín Obispo.

## Geografía
El municipio abarca 57.03 km² y se encuentra a una altitud promedio de 1020 m s. n. m., oscilando entre 2800 y 700 m s. n. m.
Prontuario de información geográfica municipal de los Estados Unidos Mexicanos San Martín Toxpalan, Oaxaca.

### Ubicación geográfica

#### Coordenadas
Entre los paralelos 18° 06’ y 18° 10’ de latitud norte; los meridianos 96° 03’ y 97° 06’ de longitud oeste; altitud entre 700 y 2 800 m.

#### Colindancias
Colinda al norte con el municipio de Teotitlán de Flores Magón y Santa María Teopoxco; al este con los municipios de Santa María Teopoxco, San Jerónimo Tecóatl, San Lucas Zoquiápam y San Juan de los Cués; al sur con los municipios de San Juan de los Cués y San Antonio Nanahuatípam; al oeste con los municipios de San Antonio Nanahuatípam y Teotitlán de Flores Magón.

### Edafología
Suelo dominante: regosol (89.16 %), cambisol (9.56 %) y fluvisol (1.28 %).

### Fisiografía
San Martín Toxpalan pertenece a la provincia de la Sierra Madre del Sur. El 71 % de su territorio se encuentra en la subprovincia de las sierras orientales y presenta el sistema de topoformas de la sierra alta compleja; el 29 % restante corresponde a la subprovincia de las sierras centrales de Oaxaca y posee el sistema de topoformas del valle ramificado con lomerío. El tipo de relieve predominante es la planicie o meseta.

### Hidrografía
El municipio está en la cuenca del río Papaloapan, dentro de la región hidrológica del Papaloapan. Prácticamente todo su territorio se encuentra cubierto por la subcuenca del río Salado, con la excepción de pequeñas partes irrigadas por las subcuencas del río Blanco y el río Petlapa, que juntas no superan el 1 %. El río más importante de la demarcación es el río San Martín, que nace en el propio municipio y que irriga a los ríos Salado y Grande.

### Geología
Periodo: Cretácico (71.40 %), Paleógeno (18.94 %) y Cuaternario (9.66 %) .
Roca: Sedimentaria: Arenisca-conglomerado (9.35 %) y lutita-yeso (9.59 %) Metamórfica: Cataclasita (71.40 %).
Suelo: Aluvial (9.66 %).

## Clima
El clima del municipio es templado subhúmedo con lluvias en verano en el 38 % de su territorio, semicálido subhúmedo con lluvias en verano en el 25 %, seco muy cálido y cálido en el 22 % y semiseco muy cálido y cálido en el 15 % restante; el clima templado húmedo con abundantes lluvias en verano igualmente está presente, pero representa menos del 0.5 % de la demarcación. El rango de temperatura promedio es de 22 a 24 °C, el mínimo promedio va de 8 a 10 °C y el máximo es de 30 a 32 °C. El rango de precipitación media anual es de 500 a 600 mm y los meses de lluvias son de octubre a mayo.

## Demografía
De acuerdo al último censo, realizado por el INEGI en 2010, en el municipio habitan 3669 personas, repartidas entre 11 localidades. Del total de habitantes de San Martín Toxpalan, 1213 hablan alguna lengua indígena.

### Grado de marginación
De acuerdo a los estudios realizados por la Secretaría de Desarrollo Social en 2010, el 47 % de la población del municipio vive en condiciones de pobreza extrema. El grado de marginación de San Martín Toxpalan es Medio. En 2014 el municipio fue incluido en la Cruzada nacional contra el hambre.

## Política

### Gobierno
El municipio se rige mediante el sistema de usos y costumbres, eligiendo gobernantes cada tres años de acuerdo a un sistema establecido por las tradiciones de sus antepasados.